# Canton de Chalon-sur-Saône-Sud
Le canton de Chalon-sur-Saône-Sud est un ancien canton français situé dans le département de Saône-et-Loire et la région Bourgogne-Franche-Comté.

## Histoire
De 1840 à 1845 les cantons de Chalon-Sud et de Saint-Germain-du-Plain avaient le même conseiller général.

## Représentation

### Conseillers d'arrondissement (de 1833 à 1940)
| Période                                  | Période          | Identité                      | Étiquette           | Qualité |
| ---------------------------------------- | ---------------- | ----------------------------- | ------------------- | --- |
| 1833                                     | 1836             | Benoit Joseph Boisset-Serre   |                     | Négociant, maire de Saint-Côme                                                                              |
| 1836                                     | 1852             | Louis Lépine                  |                     | Propriétaire à Varennes-le-Grand, ancien notaire                                                            |
| 1852                                     | 1870             | Alexis Tarut                  | Candidat recommandé | Ancien officier de l'Empire, maire de Saint-Rémy                                                            |
| 1870                                     | 1871             | Rodolphe Le Royer (1807-1889) |                     | Rentier, adjoint au maire de Chalon-sur-Saône                                                               |
| 1871                                     | 1874             | Jean Souillot-Grassard        |                     | Maire de Lux                                                                                                |
| 1874                                     | 1882 (démission) | Louis Parent                  | Républicain         | Maire de Saint-Marcel                                                                                       |
| 1882                                     | 1883             | Léon Gillot                   | Républicain         | Propriétaire, maire de Sevrey                                                                               |
| 1883                                     | 1899 (décès)     | Jules Malfroy (1830-1899)     | Républicain         | Industriel cloutier, maire de Chalon-sur-Saône                                                              |
| 1899                                     | 1910             | Philippe Flatot (1850-1922)   |                     | Maire de Saint-Marcel                                                                                       |
| 1910                                     | 1919             | M. Jannin                     | Radical             | |
| 1919                                     | 1934             | Léon-Michel Pernot            | Radical             | Négociant, maire de Saint-Marcel                                                                            |
| 1934                                     | 1940             | Joseph Tournier               | Radical             | Constructeur et négociant à Chalon                                                                          |
| 1940                                     |                  |                               |                     | Les conseils d'arrondissement ont été suspendus par la loi du 12 octobre 1940 et n'ont jamais été réactivés |
| Les données manquantes sont à compléter. |                  |                               |                     | |

### Conseillers généraux de 1833 à 2015
| Période | Période           | Identité                        | Étiquette    | Qualité |
| ------- | ----------------- | ------------------------------- | ------------ | --- |
| 1833    | 1836 (révocation) | Emiland Menand                  | Républicain  | Avocat, conseiller municipal de Chalon-sur-Saône Député (1848-1850) M. Menand a perdu ses droits civils en conséquence d'un arrêt de la Cour des Pairs |
| 1836    | 1847 (décès)      | Isidore Baron de La Roche-Nully |              | Propriétaire, maire de Saint-Germain-des-Bois, conseiller d'arrondissement du canton de Buxy |
| 1848    | 1852              | Antoine Daron                   | Républicain  | Avocat, maire de Chalon-sur-Saône (1847) |
| 1852    | 1870              | Charles Lépine                  |              | Médecin, maire de Chalon-sur-Saône (1861-1863) |
| 1870    | 1883              | Henry Druard                    | Républicain  | Banquier et négociant, conseiller municipal de Chalon-sur-Saône |
| 1883    | 1907 (décès)      | Léon Gillot                     | Rad.         | Propriétaire agricole Député (1889-1900) Sénateur (1900-1907) Maire de Sevrey, conseiller d'arrondissement |
| 1908    | 1925              | Félix Coulon (1874-1961)        | Rad.         | Agriculteur, ingénieur agricole, propriétaire, maire d'Epervans |
| 1925    | 1940              | Jean-Marie Thomas               | SFIO         | Ancien professeur Maire de Chalon-sur-Saône (1925-1926) Député (1928-1942) Sénateur (1946-1948) |
|         |                   |                                 |              | |
| 1942    | 1945              | Félix Coulon                    |              | Agriculteur, propriétaire, maire d'Epervans Membre de la Commission administrative de Saône-et-Loire (1940-1942) Nommé conseiller départemental en 1942 |
|         |                   |                                 |              | |
| 1945    | 1967              | Alfred Jarreau                  | Rad.         | Négociant - Maire de Saint-Marcel |
| 1967    | 1979              | André Jarrot                    | UDR puis RPR | Mécanicien-électricien Député (1958-1974, 1978-1981, 1986) Sénateur (1986-1995) Député Européen (1962-1974) Maire de Lux (1953-1965) puis de Montceau-les-Mines (1965-1986) Président de la Communauté urbaine Le Creusot-Montceau-les-Mines (1970-1977) Ministre (1974-1976) Elu en 1984 dans le Canton de Montceau-les-Mines-Sud |
| 1979    | 1998              | Roger Leborne                   | PS           | Enseignant Maire de Saint-Marcel (1989-2006) Député (1984-1986) |
| 1998    | 2015              | Fernand Renault                 | PS           | Professeur des écoles Conseiller municipal de Saint-Rémy Elu en 2015 dans le Canton de Saint-Rémy |

## Composition

### De 1833 à 1973
Communes de :
- Chalon-sur-Saône (Quartiers Sud)
- Saint-Laurent
- Saint-Marcel
- Épervans
- Châtenoy-le-Royal
- Lans
- Lux
- Oslon
- Saint-Loup-de-Varennes
- Varennes
- Sevrey
- Marnay
- Saint-Rémy
- La Charmée

### De 1973 à 2015
| Communes               | Population (2012) | Code postal | Code Insee |
| ---------------------- | ----------------- | ----------- | ---------- |
| Chalon-sur-Saône       | 50 124 (1)        | 71100       | 71076      |
| La Charmée             | 570               | 71100       | 71102      |
| Châtenoy-en-Bresse     | 821               | 71380       | 71117      |
| Épervans               | 1 463             | 71380       | 71189      |
| Lans                   | 852               | 71380       | 71253      |
| Lux                    | 1 620             | 71100       | 71269      |
| Marnay                 | 447               | 71240       | 71283      |
| Oslon                  | 983               | 71380       | 71333      |
| Saint-Loup-de-Varennes | 1 018             | 71240       | 71444      |
| Saint-Marcel           | 4 705             | 71380       | 71445      |
| Saint-Rémy             | 5 961             | 71100       | 71475      |
| Sevrey                 | 1 241             | 71100       | 71520      |
| Varennes-le-Grand      | 2 058             | 71240       | 71555      |

(1) fraction de commune.

## Démographie
| 1962 | 1968 | 1975 | 1982 | 1990 | 1999   | 2007   |
| ---- | ---- | ---- | ---- | ---- | ------ | ------ |
| -    | -    | -    | -    | -    | 23 453 | 25 391 |